# CNR

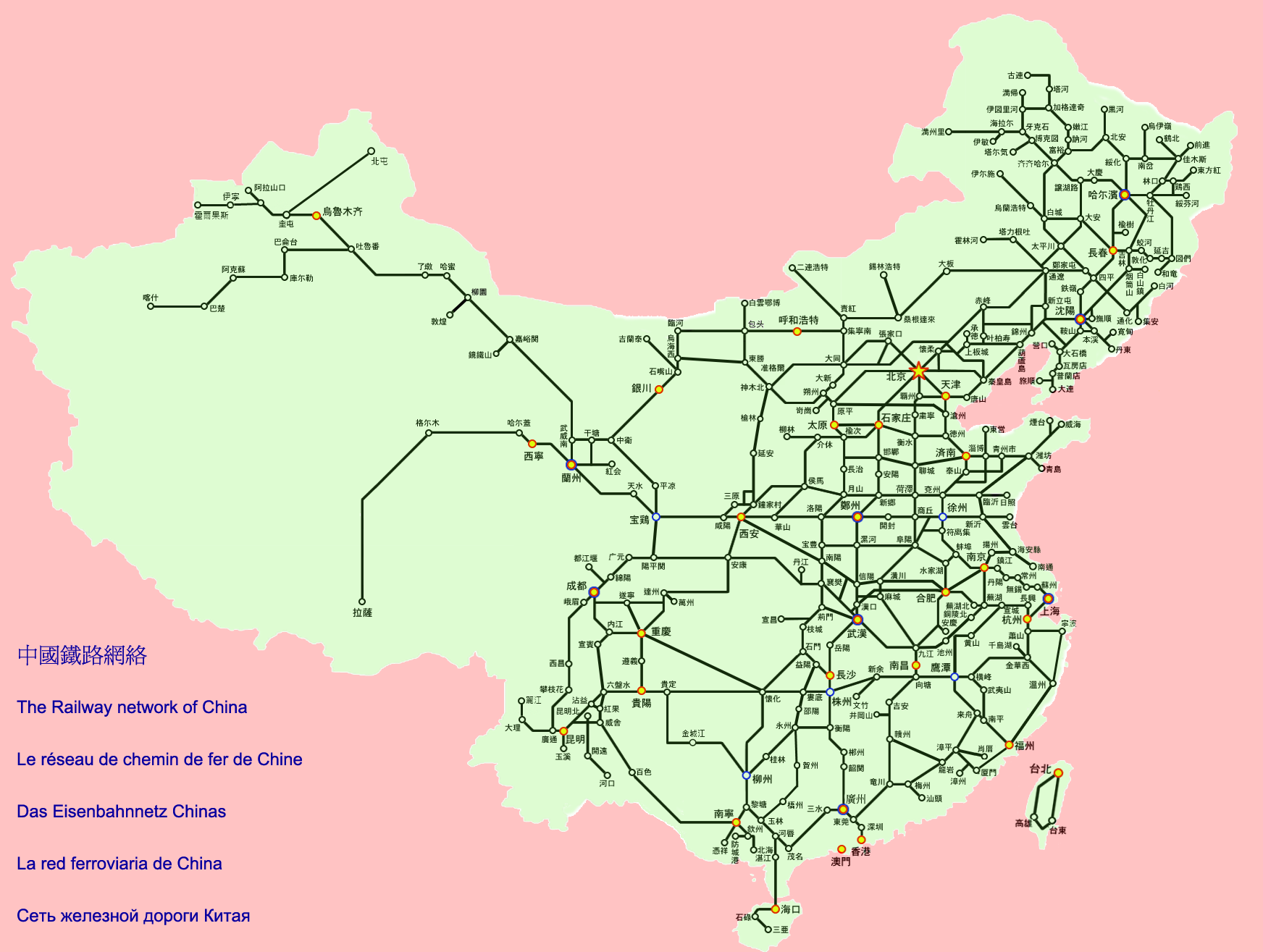
CNR:s karta över järnvägsnätet, 2010. De visade linjerna i Taiwan drivs inte av CNR.

CNR (kinesiska: 中国铁路) är det statliga kinesiska järnvägsbolaget, med huvudkontor i Peking. CNR, som bedriver både passagerar- och godstrafik, lyder under det kinesiska järnvägsministeriet, som utövar mycket av beslutsfattandet och bland annat fastställer alla biljettpriser. En del av trafiken utförs med hjälp av olika mindre järnvägsbolag.